# كلية الطب (جامعة تكريت)
كلية الطب بجامعة تكريت هي كلية طب حكومية عراقية تتبع جامعة تكريت.

## تاريخ الكلية
نشأت فكرة تأسيس الكلية مع إنشاء الجامعة سنة 1987، وتم بناء العمادة سنة 1988 وتم تسجيل الطلبة وبدء الدوام 1989.

## عمداء الكلية
أول من تولى منصب العمادة بكلية طب تكريت هو الدكتور غانم يونس مصطفى الشيخ في الفترة من 18 أغسطس (آب) 1988 إلى 31 يناير 2000، ثم خلفه الدكتور عبد الغني محمد علي في الفترة من 1 فبراير 2000 إلى 25 مايو 2003، وتلاه الدكتور عبد أحمد سلمان في الفترة من 28 مايو 2003 إلى 15 يونيو 2010. عميد الكلية الحالي هي الدكتور وسام سهيل نجم، الذي تولى العمادة في 15 يونيو 2010.